# Lac de l'Ucker inférieur
Le lac de l'Ucker inférieur (allemand : Unteruckersee) est un lac situé dans le Nord de l'Allemagne, dans le Land du Brandebourg près de la ville de Prenzlau. Il se trouve sur le cours de la rivière Uecker, sa superficie est de 10,3 km2.

## Source
- (de) Cet article est partiellement ou en totalité issu de l’article de Wikipédia en allemand intitulé « Unteruckersee » (voir la liste des auteurs).